# Jacques Pecnard
Jacques Pecnard (n. 7 septembrie 1922, Vincennes, Seine, Franța – d. 16 iunie 2012, Montmorency, Île-de-France, Franța) a fost un pictor, grafician, sculptor și ilustrator francez.

## Biografie
Jacques Pecnard și-a început cariera de ilustrator în 1940, continuând timp de aproape douăzeci și cinci de ani. El a fost unul dintre ilustratorii seriei Les Amours célèbres de la cotidianul France-Soir, și a colaborat la revistele Elle și Femina. A ilustrat un număr mare de cărți pentru diferite edituri din Paris, precum Hachette, Flammarion, colecția Rouge et or, Éditions Larousse și altele. A lucrat, de asemenea, în domeniul publicității, unde a avut o participare constantă. În 1971 a obținut premiul ilustratorilor de presă.
În anii 1970 s-a reîntors la pictură și a realizat ilustrații în gravura uscată, acvatintă sau litografie. Editorii de cărți i-au comandat realizarea de ilustrații pentru opere numeroase: Le Grand Meaulnes, Ulysse, La Trilogie étatique, King Ping Mei, Religion et philosophie, Angelo, Madame de…, Les Rois maudits, Les Joues en feu, Rabelais, Les Contes, Les Fleurs du mal, Guerre et Paix, Ls Bouquinades, Le Théâtre, Lucien Leuwen, À la recherche du temps perdu, Au fil de l'épée, Les Droits de l'Homme, Conversation avec le Général, Les Poésies de Léo Ferré, Vers l'Armée de métiers, Le Centenaire de De Gaulle, Les Dames de la Bible, etc. 
El a realizat mai multe portrete ale lui Charles de Gaulle. Biblioteca națională a Franței i-a comandat realizarea afișului pentru expoziția „Centenarul lui Charles de Gaulle” și i-a expus ilustrațiile pe această temă. 
În 1991, el a participat împreună cu alți o sută de pictori la marea expoziție « Les couleurs de la vie » împotriva genocidului armean, o expoziție itinerantă în toate capitalele Europei.  
În 1994 Jacques Pecnard a realizat tripticul săuHommage à la Libération, comandat de primăria orașului Paris, având ca teme: generalul de Gaulle, Eliberarea Parisului și generalul Leclerc). 
În 1996, la Espace Carpeaux din Courbevoie, el a organizat o retrospectivă a operei sale, prezentându-și activitatea de ilustrator și pictor. 
În 1997 Pecnard a realizat două portrete ale președintelui francez Jacques Chirac.

## Cărți ilustrate
(listă neexhaustivă)
- 1948 : Livre d'or des éclaireurs de France, René Waltz. Rouen : impr. de Wolf.
- 1948 : La Sixième Fenêtre, Claude Appell. Collection L'Équipée ; 6. Paris : Éditions de l'Arc.
- 1948 : Le Pays de l'autre côté, Jean Buzançais. Collection L'Équipée ; 7. Paris : Éditions de l'Arc.
- 1948 : Aventures au Jamboree : ou le nœud de Carrick, Pierre de Latil. Collection L'Équipée ; 4. Paris : Éditions de l'Arc.
- 1950 : Cantiques pour l'année liturgique. Textes de Michel Fustier. Musique de Jean Bonfils. Dessins de Jacques Pecnard. Éditions du Seuil.
- 1950 : Diloy le chemineau, Comtesse de Ségur. Éditions Albin Michel.
- 1953 : Service de la Reine (Return to Zenda). Traduit par Marie Dronsart. Coll. Bibliothèque verte, Hachette.
- 1953 : Au revoir, M. Chips (Good bye, Mr. Chips), James Hilton. Traduit par Maurice Rémon ; Préface d'André Maurois. Coll. Idéal-Bibliothèque, Hachette.
- 1953 : La Pierre au cou, Henri Joubrel. Préface du Dr Étienne de Greeff. Saint-Vaast-la-Hougue, L'Amitié par le livre.
- 1953 : Graziella d'Alphonse de Lamartine. Coll. Bibliothèque verte, Hachette.
- 1953 : Les Nuits ; Poèmes divers, Alfred de Musset. Collection : Les classiques de l'amour, Flammarion.
- 1954 : Encyclopédie pour les enfants de France. Texte établi sous la direction de Marcelin Traverse, Illustrations de Marianne Clouzot, Albert Chazelle, Paul Durand, Henri Mercier, Jacques Pecnard, Pierre Probst, Jean Reschofsky, Romain Simon. Éditions Hachette.
- 1954 : Le Prince et le Pauvre, Mark Twain. Traduction de Jean Muray. Coll. Bibliothèque verte, Hachette.
- 1954 : Les Oberlé, René Bazin. Coll. Bibliothèque verte, Hachette.
- 1954 : L'Ami Fritz, Erckmann-Chatrian. Coll. Idéal-Bibliothèque, Hachette.
- 1954 : Le Crime de Sylvestre Bonnard, Anatole France. Coll. Bibliothèque verte, Hachette.
- 1954 : Ramuntcho, Pierre Loti. Coll. Idéal-bibliothèque, Hachette.
- 1954 : Amahl et les Rois Mages, Gian Carlo Menotti. Traduction de Jean Muray. Coll. Grands Albums Hachette, Hachette.
- 1955 : La France racontée aux enfants. Texte de Marcelin Traverse, préface de Georges Duhamel. Collection : Encyclopédie en couleurs, Hachette.
- 1955 : Le Perroquet pourpre, Marie Moreau-Bellecroix. Coll. Idéal-Bibliothèque Nr. 87, Hachette.
- 1955 : Scaramouche, Rafael Sabatini. Texte français de Jean Muray. Coll. Idéal-Bibliothèque, Hachette.
- 1956 : Angelica, Marguerite Thiébold. Coll. Bibliothèque verte, Hachette.
- 1956 : Le Faucon rouge, Marcelle Vérité. Coll. Bibliothèque verte, Hachette.
- 1956 : La Bergère et le Ramoneur, Hans Christian Andersen. Collection Les Albums roses. Hachette.
- 1956 : Quatrevingt-treize, Victor Hugo. Coll. Bibliothèque verte, Hachette.
- 1957 : Les Enfants du capitaine Grant, Jules Verne. Texte condensé. Coll. Bibliothèque verte, Hachette.
- 1957 : Les Enfants de Timpelbach, Henry Winterfeld. Texte français d'Olivier Séchan. Coll. Idéal-bibliothèque Nr. 125, Hachette.
- 1957 : Cœurs sauvages d'Irlande, José-Marie Bouchet. Coll. Idéal-bibliothèque, Hachette.
- 1957 : Les Clés du royaume, A. J. Cronin. Texte français de Jean Muray. Coll. Bibliothèque verte Nr. 286, Hachette.
- 1957 : L'Éléphant fidèle, Rudyard Kipling. Traduction de Jacques Leclercq. Coll. Jeunes années Nr. 7. Paris, Bias.
- 1957 : Une petite fille de Brooklyn (A Tree grows in Brooklyn), Betty Smith. Traduit par Maurice Beerblock, coll. Bibliothèque verte, Hachette, roman, 253 p.
- 1958 : Le Rêve, Émile Zola. Coll. Bibliothèque verte Nr. 58, Hachette.
- 1958 : Axelle, Pierre Benoit. Coll. Bibliothèque Hachette Nr. 13, Hachette.
- 1958 : Gavroche, Victor Hugo. Coll. Idéal-Bibliothèque Nr. 159, Hachette.
- 1958 : Peau-de-pêche, Gabriel Maurière. Coll. Idéal-Bibliothèque Nr. 165, Hachette.
- 1958 : Le Père Tranquille, Noël-Noël. Coll. Bibliothèque verte Nr. 43, Hachette.
- 1958 : La Bible racontée à tous : le peuple de Dieu, vie de N.-S. Jésus-Christ. Texte de Michel Riquet, illustrations de Jacques Pecnard. Collection : Encyclopédie en couleurs, Hachette.
- 1958 : Pascal et le vagabond, Marguerite Thiébold. Coll. Nouvelle Bibliothèque rose Nr. 27, Hachette.
- 1959 : La Bergère et le Ramoneur - d'après Andersen. Coll. Les Albums roses, Hachette.
- 1959 : L'Homme à l'oreille cassée, Edmond About. Coll. Spirale Nr. 7, Éditions G. P.
- 1960 : Les Pirates de l'uranium , Pierre Castex. Coll. Spirale Nr. 29, Éditions G. P.
- 1960 : La Tulipe noire, Alexandre Dumas. Coll. Spirale Nr. 18, Éditions G. P.
- 1960 : Nungesser, le chevalier à la mort, Martin de Hauteclaire. Coll. Spirale Nr. 23, Éditions G. P.
- 1960 : Le Prisonnier de la rivière noire (Black river captive), West Lathrop. Traduit par Thérèse Govy. Coll. Bibliothèque rouge et or Souveraine Nr. 159, Éditions G. P.
- 1960 : Contes de Perrault, Charles Perrault. Coll. Bibliothèque rouge et bleue Nr. 2, Éditions G. P.
- 1960 : La Grande Alerte, Jean Sabran (pseudonyme : Paul Berna). Coll. Bibliothèque rouge et or Souveraine Nr. 153, Éditions G. P.
- 1960 : Contes d'Andersen, Adaptation de René R. Khawam. Coll. Bibliothèque rouge et bleue Nr. 4, Éditions G. P.
- 1961 : Histoire sainte de mes filleuls, Daniel-Rops. Hachette.
- 1961 : Guides de France. Vers la fleur d'or, carnet des jeannettes du Format:3e, Jeannette Branche. Illustrations de Bernadette Duguet et Jacques Pecnard. Paris : Guides de France.
- 1961 : Esmeralda, Victor Hugo. Collection : Un livre-club junior, Éditions O.D.E.J., ISSN 1637-7230.
- 1961 : La Princesse de Clèves, suivi de la Princesse de Montpensier, Madame de La Fayette. Coll. Super Nr. 55, Éditions G. P.
- 1961 : L'Album de satin rouge, André de La Tourrasse. Coll. Bibliothèque rouge et or Souveraine Nr. 174, Éditions G. P.
- 1961 : La Belle Amarante, Yvon Mauffret. Coll. Spirale Nr. 38, Éditions G. P.
- 1961 : Contes et légendes de la mer et des marins, Charles Quinel et Adhémar de Montgon. Coll. Contes et légendes de tous les pays, éd. F. Nathan.
- 1961 : Le Secret de l'or, Madeleine Raillon. Coll. Bibliothèque rouge et or Souveraine Nr. 161, Éditions G. P.
- 1961 : Sarn (Precious bane), Mary Webb. Traduit de l'anglais par Jacques de Lacretelle et Madeleine T. Guéritte. Collection : Super Nr. 62, Éditions G. P.
- 1962 : Évangile de mes filleuls, Daniel-Rops. Hachette.
- 1962 : Récits tirés de l'histoire grecque, Marguerite Desmurger. Coll. Contes et légendes de tous les pays, éd. F. Nathan.
- 1962 : La Dernière Harde, Maurice Genevoix. Collection Super Nr. 69, Éditions G. P.
- 1962 : Les Secrets de l'étang, André Massepain. Coll. Bibliothèque rouge et or Souveraine Nr. 180, Éditions G. P.
- 1962 : Les Cloches de Nagasaki, le journal d'une victime de la bombe atomique à Nagasaki, Paul Nagaï. Adapté en français, par K. et M. Yoshida, M. Suzuki et J. Masson. Collection Super, Nr. 77, Éditions G. P.
- 1962 : Épisodes et récits bibliques, Gisèle Vallerey. Coll. Contes et légendes de tous les pays, éd. F. Nathan.
- 1962 : C'était mon ami (Grunnbrott), Finn Havrevold. Traduit du norvégien par Marguerite Gay et Gerd de Mautort. Coll. Jeunesse-Pocket Nr. 4, Société nouvelle des Éditions G.P.
- 1963 : Théo et les renards, Jacques Bador. Couverture et illustrations de Jacques Pecnard. Dessins de Georgy. Paris : Éditions Arc tendu.
- 1963 : Légende dorée de mes filleuls, Daniel Rops. Hachette.
- 1963 : Le Trésor des rebelles (Patriot silver), Robert James Green. Traduit de l'anglais par Jacqueline Bhavsar. Coll. Jeunesse-Pocket Nr. 11, Société nouvelle des Éditions G.P.
- 1963 : Nez-de-cuir, gentilhomme d'amour, Jean de La Varende. Coll. Super 1000 Nr. 4, Éditions G. P.
- 1963 : La Guerre du feu, roman des âges farouches, J.-H. Rosny aîné. Coll. Super Nr. 81, Éditions G. P.
- 1963 : Fifi, la petite auto, Gilles Saint-Cérère. Coll. Les Albums roses Nr. 198, Hachette.
- 1970 : Les Mahuzier sous la Révolution, Archibald Mahuzier. Collection Olympic Nr. 32, éditions G. P.
- 1970 : L'Artiste de Santiago, Marie José Malavié. Collection Olympic Nr. 42, éditions G. P.
- 1972 : La Danse des sorciers, Christiane Dollard-Martel. Collection Spirale, éditions G. P.
- 1974 : Les Compagnons d'Archimède, de Christiane Dollard-Martel. Collection Spirale, éditions G. P..
- 1974 : Des ennuis, Julien ?, Anne Pierjean. Collection Spirale, éditions G. P.
- 1975 : Les Captifs de Babylone, Jean Riverain. Collection Spirale, éditions G. P.
- À la recherche du temps perdu, Proust. Lithographies aux Éd. Sauret.
- Au fil de l'épée de Charles de Gaulle. Éditions Trinckvel.
- Conversations avec le Général, Jean Dutourd. Éditions Trinckvel.
- Les Poésies de Léo Ferré. Éditions du Grésivaudan.

## Premii și distincții
- Prix des Illustrateurs de presse (1971).